# Logan Lucky
Logan Lucky – amerykański komediowy film akcji z 2017 roku w reżyserii Stevena Soderbergha.

## Fabuła
Dwóch braci Jimmy (Channing Tatum) oraz Clyde (Adam Driver) są weteranami wojennymi, którzy wiodą uporządkowane i spokojne życie. Jimmy ma córkę o imieniu Mellie (Riley Keough), która przygotowuje się do konkursu talentów. Po tym jak Jimmy zostaje zwolniony z pracy, wpada na pomysł, żeby zorganizować skok na kasę wyścigów samochodowych NASCAR w Karolinie Północnej. Clyde początkowo niechętny decyduje się na udział w przedsięwzięciu.

## Obsada
- Channing Tatum – Jimmy Logan
- Adam Driver – Clyde Logan
- Daniel Craig – Joe Bang
- Riley Keough – Mellie Logan
- Katie Holmes – Bobbie Jo Chapman
- Farrah Mackenzie – Sadie Logan
- Katherine Waterston – Sylvia Harrison
- Dwight Yoakam – Warden Burns
- Seth MacFarlane – Max Chilblain
- Sebastian Stan – Dayton White
- Brian Gleeson – Sam Bang
- Jack Quaid – Fish Bang
- Hilary Swank – Sarah Grayson
- David Denman – Moody Chapman
- Jim O'Heir – Cal
- Macon Blair – Brad Noonan
- Charles Halford – Earl
- Jeff Gordon - komentator
- Darrell Waltrip - komentator
- Mike Joy - komentator
- Adam Alexander - komentator
- Carl Edwards - żołnierz stanowy
- Kyle Busch - żołnierz stanowy
- Brad Keselowski - ochroniarz
- Joey Logano - ochroniarz
- Ryan Blaney - kierowca dostawczy
- Kyle Larson - kierowca limuzyny

### Muzyka
David Holmes skomponował muzykę do Logana Lucky'ego, wcześniej napisał muzykę do innych filmów Soderbergha. Ścieżka dźwiękowa została wydana przez Milan Records. Zawiera utwór „Original Score Medley” Davida Holmesa oraz muzykę różnych artystów. W filmie występuje „Flashing Lights” autorstwa Screaming Lord Sutch i Heavy Friends.

## Nominacje

### National Board of Review
2017: NBR – 10 najlepszych filmów niezależnych

### RomeFilmFest
2017: Nagroda Marc’Aurelio – Udział w konkursie głównym Steven Soderbergh

## Odbiór

### Box office
Budżet filmu jest szacowany na 29 milionów dolarów. W Stanach Zjednoczonych i w Kanadzie film zarobił 27,8 mln USD. W innych krajach przychody również wyniosły 20,7 mln, a łączny przychód 48,5 mln dolarów.

### Krytyka w mediach
Film spotkał się z pozytywną reakcją krytyków. W serwisie Rotten Tomatoes 92% ze 273 recenzji jest pozytywne, a średnia ocen wyniosła 7,46/10. Na portalu Metacritic średnia ocen z 51 recenzji wyniosła 78 punktów na 100.